# Победа (часы)
«Побе́да» — марка советских наручных часов, впоследствии — часовой бренд.

## Механические часы «Победа»
Выпущены специально к годовщине Победы в Великой Отечественной войне в 1946 году.
Название часов, их характеристики утвердил лично И. В. Сталин в 1945 году.

### Механизм

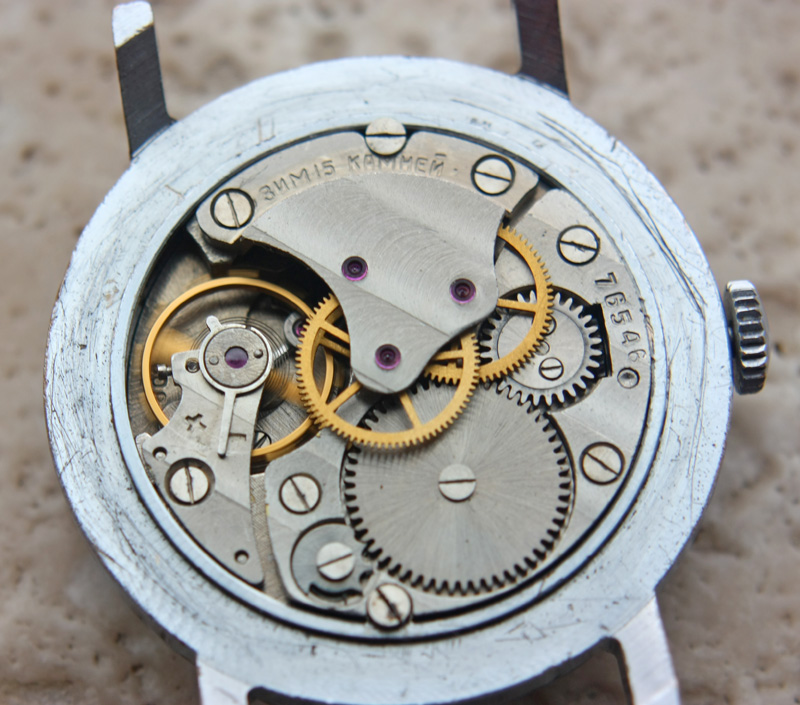
Механизм часов «ЗиМ».

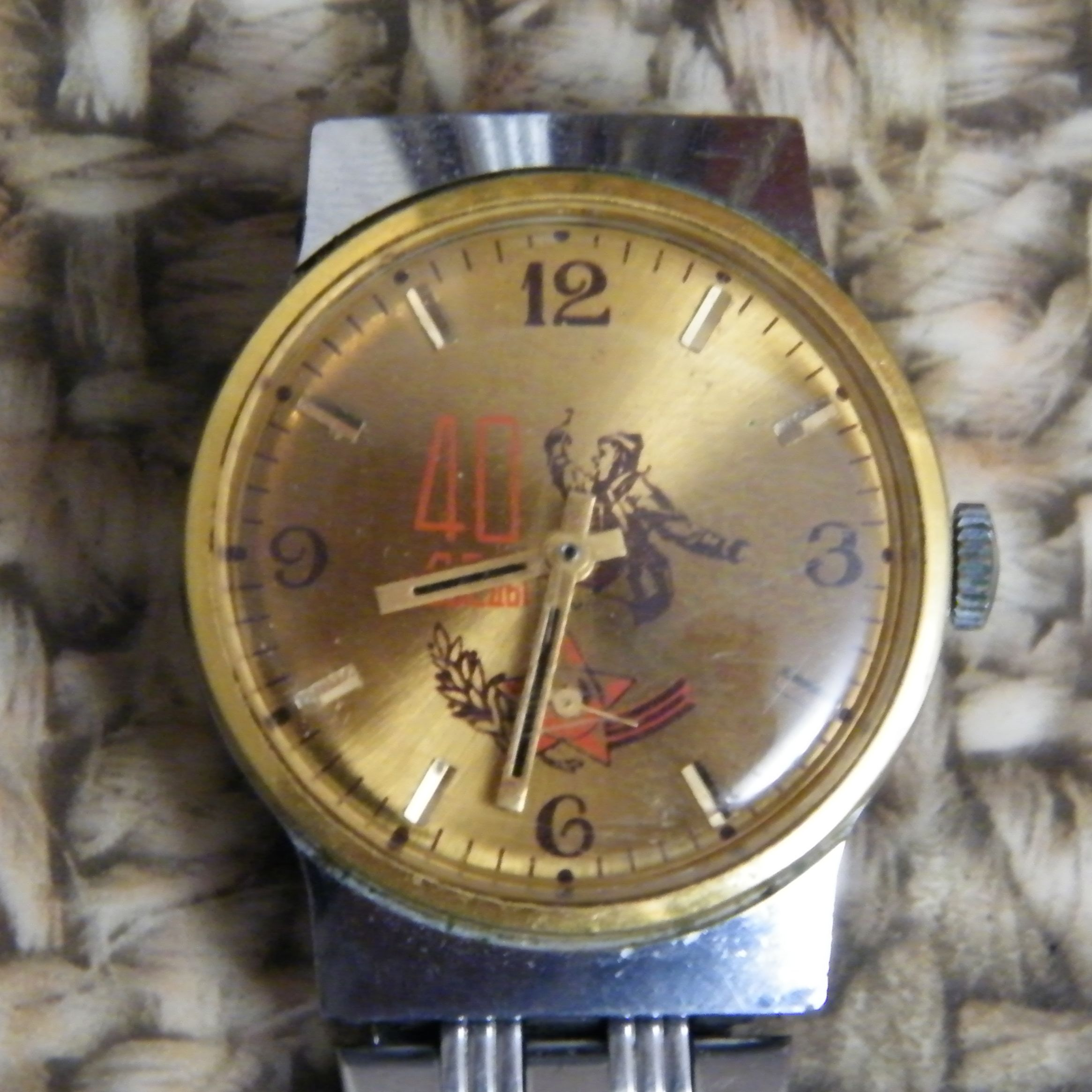
Часы «Победа», выпущенные в 1985 году к 40-летию Победы. Рисунок на циферблате сделан по мотивам известной фотографии Макса Альперта «Комбат».

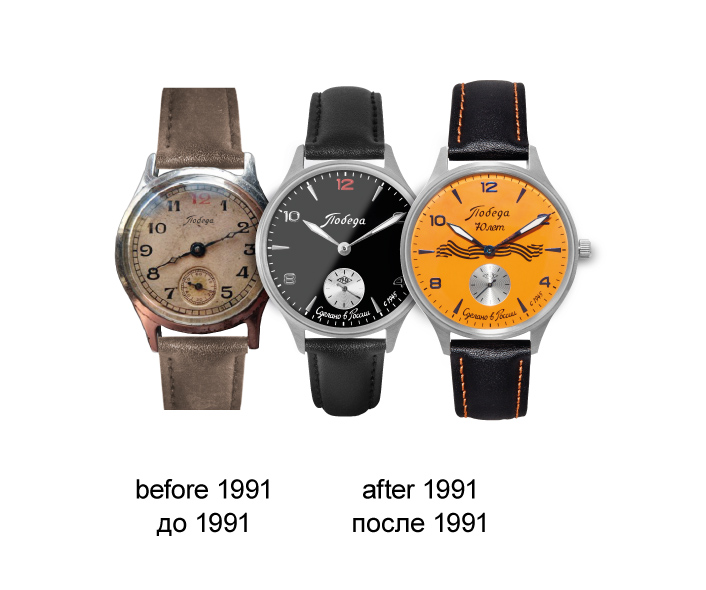
Кварцевые часы «Победа» выпуска 2015 года.

Механизм часов маркировался «К-26» и был основан на калибре R26 французской часовой фирмы «Lip». Механизм по тем временам был очень удачным. Например, одного полного завода хватало на двое суток.
Механизм часов «Победа» содержит 15 рубиновых камней, баланс без противоударного исполнения. Циферблат с боковой секундной стрелкой.

### История
Первый прототип вышел с Пензенского часового завода к концу 1945 года, и первая официальная модель появилась на Кировском часовом заводе (Первый Московский часовой завод) в марте 1946 года.
До 1954 года часы производил 1 МЧЗ. Затем технологию передали на другие часовые заводы СССР: на Второй Московский часовой завод, Чистополь, в Куйбышев на «ЗиМ» — завод имени Масленникова, который выпускал «Победы» до середины 1990-х годов.
Производство наручных часов марки «Победа» было налажено на нескольких заводах:
- Пензенский часовой завод; несколько лет с 1945
- Первый Московский часовой завод ; 1946—1953
- Чистопольский часовой завод; 1949—1950
- Завод имени Масленникова; 1951—2004
- Второй Московский часовой завод; 1953—1964
- Петродворцовый часовой завод; c 1953 (В то время 1 Государственный завод точных технических камней ТТК-1)

На Заводе имени Масленникова в 1970-е — первой половине 1980-х гг. часы выпускались под маркой «ЗиМ», в 1985 году, к 40-й годовщине Победы историческое название «Победа» было возвращено.
Стоимость часов «ЗиМ» и «Победа» в СССР в 1980-е гг. не превышала 27 рублей. Часы были широко распространены в СССР и странах социалистического лагеря.
Впоследствии Петродворцовый часовой завод использовал название советских часов как бренд для выпуска кварцевых часов совершенно другой конструкции.